# Горња Подгора
Горња Подгора је насељено место у саставу града Доње Стубице у Крапинско-загорској жупанији, Хрватска. До територијалне реорганизације у Хрватској налазила се у саставу старе општине Доња Стубица.

## Становништво
На попису становништва 2011. године, Горња Подгора је имала 287 становника.

## Попис1991.
На попису становништва 1991. године, насељено место Горња Подгора је имало 360 становника, следећег националног састава:
| Попис 1991.‍ | Попис 1991.‍ | Попис 1991.‍ | Попис 1991.‍ | Попис 1991.‍ |
| ----------- | ----------- | ----------- | ----------- | ----------- |
|             |             |             |             |             |
| Хрвати      | Хрвати      |             | 358         | 99,44%      |
| Чеси        | Чеси        |             | 1           | 0,27%       |
| непознато   | непознато   |             | 1           | 0,27%       |
| укупно: 360 |             |             |             |             |